# كريستوفر كولير (مؤرخ)
كريستوفر كولير (بالإنجليزية: Christopher Collier)‏ (29 يناير 1930، نيويورك في الولايات المتحدة)؛ كاتب، مؤرخ وروائي أمريكي.

## روابط خارجية
- كريستوفر كولير على موقع ميوزك برينز (الإنجليزية)